# Eureko
Eureko BV is de voormalige naam van de verzekeraar Achmea, de grootste verzekeraar van Nederland als wordt gekeken naar in Nederland behaalde premieomzet. Eind 2011 maakte Achmea bekend dat de groep (Eureko/Achmea) doorgaat onder de naam Achmea, als onderdeel van een vereenvoudiging van de structuur van het bedrijf. Er is gekozen voor Achmea in verband met de sterke naamsbekendheid in Nederland en om de coöperatieve achtergrond van de verzekeringsmaatschappij te benadrukken.

## Eureko als moedermaatschappij
Eureko was de moedermaatschappij van Achmea uit Nederland, Friends First uit Ierland, Interamerican uit Griekenland en Bulgarije, Eureko uit Roemenië, Union uit Slowakije (voor 97%), Eureko Sigorta uit Turkije, Oranta uit Rusland en Império France uit Frankrijk.

## Fusie met Interpolis
In 2005 fuseerden Rabobank-dochter Interpolis en Achmea. Dit betekende dat Interpolis onderdeel werd van ten eerste Achmea en van Eureko, destijds de moedermaatschappij van Achmea. In ruil hiervoor breidde Rabobank het toenmalige belang van 5% in Eureko uit naar 37%. De Vereniging Achmea was meerderheidsaandeelhouder in Eureko en de overige aandelen zijn in het bezit van acht andere organisaties met een gelijkgezinde coöperatieve achtergrond. De verhoudingen tussen de aandeelhouders zijn door de naamswijziging van Eureko in Achmea niet gewijzigd.

## Eureko wordt Achmea
Per eind 2011 is de complexiteit van de Eureko/Achmea organisatie verminderd, onder meer door het terugbrengen van het aantal rechtspersonen waaruit de groep bestaat. Eureko en Achmea Holding zijn samengegaan en gaan verder onder de naam Achmea. De keuze is op Achmea gevallen vanwege de sterke naamsbekendheid in Nederland en om de coöperatieve achtergrond van de verzekeringsmaatschappij te benadrukken.